# Pogrzeb strzały
Pogrzeb strzały – zwyczaj przedchrześcijański obchodzony na Białorusi.
Obrzęd miał przede wszystkim spełniać funkcję ochrony wiosek i pól przed suszą i piorunami. Na podstawie zachowanych pieśni towarzyszących temu obrządkowi można powiedzieć, że miał agrarno-magiczne, miłosne i wytwórcze znacznie. Obrzęd ten prowadzony był w czasie dzisiejszego Wniebowstąpienia Pańskiego, a brały w nim udział przede wszystkim kobiety (w tym także dziewczęta) i dzieci. 
Korowód, który się tworzył wzrastał liczbą osób w trakcie marszu, trwającego około godziny, korowód liczył w końcowej fazie około 100 osób. Cała ceremonia trwała około 6 godzin. Podczas pochodu kobiety śpiewały pieśń Jak puszczę strzałę lub inną podobną na tę samą melodię, orszak szedł ulicami (według innych danych najpierw kobiety schodziły się gwieździście w jedno miejsce wioski i potem orszak wyruszał ze śpiewem na pole) przez całą wieś w kierunku pola, gdzie zazwyczaj odbywał się tzw. "pogrzeb strzały". Uczestnicy obrzędu zakopywali "strzałę", czyli różne drobne przedmioty codziennego użytku typu szpilki, grzebyki, monety i tym podobne (a także i strzałę do łuku). Kobiety i dzieci tarzały się po życie (według innych danych także mężczyzna przebrany za kobietę i kobieta przebrana za starca), co miało zagwarantować szybki wzrost zboża i urodzaj. 